# VK Slovan Bratislava
VK Slovan Bratislava – słowacki klub siatkarski z Bratysławy założony w 1946 roku jako TKNB Bratysława. Dwunastokrotny mistrz Słowacji i ośmiokrotny zdobywca Pucharu Słowacji. Jako Červená hviezda Bratysława - trzykrotny mistrz Czechosłowacji, zdobywca Pucharu Europy Mistrzów Klubowych oraz Pucharu Europy Zdobywców Pucharów.
We wrześniu 2017 roku ogłoszono fuzję VKP Bratysława z VK Bystrina SPU Nitra.

## Nazwy klubu
- 1946–1948 – TKNB Bratysława
- 1948–1949 – Sokol ZNB Bratysława
- 1949–1953 – Štátna banka Bratysława
- 1953–1954 – DŠO ČH Bratysława
- 1953–1990 – Červená hviezda Bratysława
- 1990–1992 – ŠKP Bratysława
- 1992–1997 – VKP Bratysława
- 1997–1998 – Nafta VKP Bratysława
- 1998–2023 – VKP Bratysława
  - 2012–2014 – Spartak VKP Myjava (wspólny zespół z TJ Spartak Myjava)
  - 2014–2015 – Spartak VKP Komárno (wspólny zespół z VK Spartak Komárno)
  - 2015–2016 – Spartak UJS VKP Komárno (wspólny zespół z VK Spartak Komárno)
  - 2016–2020 – VKP Bystrina SPU Nitra (wspólny zespół z Volejbal Nitra)
- 2023–2025 – VKP FTVŠ UK Bratislava
- od 2025 – VK Slovan Bratislava

## Historia
W lutym 1946 roku powstał klub TKNB Bratysława (Telovýchovný klub národnej bezpečnosti). W 1948 roku został przemianowany na Sokol ZNB Bratysława. W latach 1949–1953 klub występował pod szyldem banku państwowego jako Štátna banka Bratysława. W 1953 roku dokonano kolejnej zmiany nazwy i w sezonie 1953/1954 klub występował jako DŠO ČH Bratysława. Od 1954 roku do 1990 roku klub nosił nazwę Červená hviezda Bratysława. W tym okresie męski zespół zdobył trzy tytuły mistrza Czechosłowacji: w sezonach 1977/1978, 1978/1979 oraz 1980/1981.
Červená hviezda Bratysława zdobyła pięć medali w europejskich pucharach. W sezonie 1978/1979 zwyciężyła w Pucharze Europy Mistrzów Klubowych, w następnym sezonie w tych rozgrywkach zajęła 2. miejsce. W sezonie 1975/1976 zdobyła srebrny medal Pucharu Europy Zdobywców Pucharów, natomiast w sezonie 1980/1981 - zwyciężyła w tym Pucharze. W sezonie 1986/1987 natomiast zajęła 3. miejsce w Pucharze CEV.
Po zmianach ustrojowych w Czechosłowacji i wprowadzeniu ustaw dekomunizacyjnych klub musiał porzucić nazwę Červená hviezda i w 1990 roku przyjął nazwę ŠKP Bratysława (Športový klub polície).
27 maja 1992 roku członkowie klubu przyjęli nowy status i od tego momentu klub nosi nazwę VKP Bratysława (Volejbalový klub polície). W latach 1992-2012 VKP Bratysława zdobył 11 tytułów mistrza Słowacji oraz 8 Pucharów Słowacji.
Ze względu na złą sytuację finansową przed sezonem 2012/2013 władze klubów VKP Bratysława i VO TJ Spartak Myjava zdecydowały się na utworzenie jednego zespołu pod nazwą Spartak VKP Myjava. W sezonie 2012/2013 Spartak VKP Myjava ligowe zmagania zakończył na 4. miejscu, w następnym sezonie zdobył natomiast brązowy medal.
Ze względu na niesatysfakcjonujące wyniki sportowe władze VKP Bratysława nie zdecydowały się na przedłużenie współpracy z VO TJ Spartak Myjava, jednocześnie tworząc wspólny zespół z VK Spartak Komárno pod nazwą Spartak VKP Komárno. W sezonie 2014/2015 Spartak VKP Komárno został wicemistrzem Słowacji i zdobył Puchar Słowacji. W sezonie 2015/2016 zespół występował pod nazwą Spartak UJS VKP Komárno. W extralidze zajął 4. miejsce. Po sezonie 2015/2016 współpraca między oboma klubami dobiegła końca.
Przed sezonem 2016/2017 VKP Bratysława stworzyła wspólny zespół z mistrzem Słowacji - VK Bystrina SPU Nitra - pod nazwą VKP Bystrina SPU Nitra. VKP Bystrina SPU Nitra w sezonie 2016/2017 zdobyła tytuł mistrza Słowacji, doszła do finału Pucharu Słowacji oraz zdobyła brązowy medal Pucharu MEVZA. We wrześniu 2017 roku ogłoszono fuzję obu klubów.
VKP Bratislava oraz VK Bystrina SPU Nitra zakończyły współpracę w ramach zespołu VKP Bystrina SPU Nitra po zakończeniu sezonu 2019/2020. VK Bystrina SPU Nitra nie zgłosił się do rozgrywek, natomiast VKP Bratislava odkupił licencję na grę w najwyższej klasie rozgrywkowej od ŠK Komjatice, który zajął 2. miejsce w 1. lidze w sezonie 2019/2020 i uzyskał prawo gry w extralidze.
We wrześniu 2023 roku VKP Bratislava rozpoczął współpracę z Wydziałem Wychowania Fizycznego i Sportu Uniwersytetu Komeńskiego (Fakulta telesnej výchovy a športu Univerzity Komenského, FTVŠ UK), w związku z tym klub występował pod nazwą VKP FTVŠ UK Bratislava.
W 2024 roku klub został przejęty przez założoną w tym samym roku spółkę JTRE sports & entertainment będącą częścią holdingu dewelopera JTRE. Oprócz VKP Bratislava spółka przejęła także kluby: HC Slovan Bratislava (hokej na lodzie), BK Inter Bratislava (koszykówka mężczyzn) oraz BK Slovan Bratislava (koszykówka kobiet). W czerwcu 2025 roku spółka podjęła decyzję, że od sezonu 2025/2026 wszystkie kluby do niej należące będę występowały pod nazwą Slovan Bratislava.

## Osiągnięcia

### Červená hviezda Bratysława
Mistrzostwa Czechosłowacji:
- 1. miejsce (3x): 1978, 1979, 1981

Puchar Europy Mistrzów Klubowych:
- 1. miejsce (1x): 1979
- 2. miejsce (1x): 1980

Puchar Zdobywców Pucharów:
- 1. miejsce (1x): 1981
- 2. miejsce (1x): 1976

Puchar CEV:
- 3. miejsce (1x): 1987

### VKP Bratysława
Mistrzostwa Słowacji:
- 1. miejsce (13x): 1993, 1994, 1995, 1996, 1997, 1998, 1999, 2004, 2006, 2009, 2011, 2023, 2025[12]
- 2. miejsce (4x): 2003, 2005, 2007, 2024[13]
- 3. miejsce (4x): 2002, 2008, 2010, 2012

Puchar Słowacji:
- 1. miejsce (10x): 1993, 1994, 1995, 1996, 2004, 2007, 2008, 2010, 2024[14], 2025[15]
- 2. miejsce (2x): 2009, 2011

Puchar Czesko-Słowacki:
- 2. miejsce (1x): 2010

### Spartak VKP Myjava
Mistrzostwa Słowacji:
- 3. miejsce (1x): 2014

### Spartak VKP Komárno
Mistrzostwa Słowacji:
- 2. miejsce (1x): 2015

Puchar Słowacji:
- 1. miejsce (1x): 2015

### VKP Bystrina SPU Nitra
Mistrzostwa Słowacji:
- 1. miejsce (1x): 2017

Puchar Słowacji:
- 2. miejsce (1x): 2017

MEVZA - Liga Środkowoeuropejska:
- 3. miejsce (1x): 2017